# Rio Negrinho (vattendrag i Brasilien, Santa Catarina, lat -26,19, long -49,69)
Rio Negrinho är ett vattendrag i Brasilien.   Det ligger i delstaten Santa Catarina, i den södra delen av landet, 1 200 km söder om huvudstaden Brasília.
I omgivningarna runt Rio Negrinho växer i huvudsak städsegrön lövskog. Runt Rio Negrinho är det glesbefolkat, med 8 invånare per kvadratkilometer.